# Сюзанна Нільсен
Сюзанна Нільсен (Гольстебро, Данія) — данська тріатлоністка. Чемпіонка світу на довгій дистанція і чемпіонка Європи на олімпійській дистанції.

## Досягнення
- Чемпіона світу на довгій дистанції (1): 1999
- Бронзова медаліста чемпіонату світу на довгій дистанції (2): 1996, 2001
- Чемпіонка Європи на олімпійській дистанції (1): 1996
- Бронзова медалістка чемпіонату Європи на олімпійській дистанції (2): 1995, 1997

## Статистика
На олімпійській дистанції:
| Дата       | Місце | Назва турніру    | Місто     | Час      | Примітки    |
| ---------- | ----- | ---------------- | --------- | -------- | ----------- |
| 15-08-1992 | 1     | Кубок світу      | Амбрен    | 02:42:00 | «Embrunman» |
| 30-07-1995 | 3     | Чемпіонат Європи | Стокгольм | 02:02:20 |             |
| 1996       | 1     | Чемпіонат Європи | Сомбатгей | 01:59:29 |             |
| 05-07-1997 | 3     | Чемпіонат Європи | Вуокатті  | 02:15:01 |             |
| 04-07-1998 | 6     | Чемпіонат Європи | Вельден   | 02:05:28 |             |
| 30-08-1998 | 20    | Чемпіонат світу  | Лозанна   | 02:12:58 |             |

На довгих дистанціях:
| Дата       | Місце | Назва турніру       | Місто      | Час      | Примітки        |
| ---------- | ----- | ------------------- | ---------- | -------- | --------------- |
| 07-09-1996 | 3     | Чемпіонат світу     | Мансі      | 04:14:15 |                 |
| 13-07-1997 | 2     | Ironman Europe      | Рот        | 09:17:44 |                 |
| 15-03-1998 | 1     | Ironman New Zealand | Окленд     | 09:50:08 | [ 1 ]           |
| 03-10-1998 | 9     | Ironman Hawaii      | Гаваї      | 09:57:51 | чемпіонат світу |
| 11-07-1999 | 1     | Чемпіонат світу     | Сетер      | 06:20:17 |                 |
| 23-10-1999 | 4     | Ironman Hawaii      | Гаваї      | 09:29:23 |                 |
| 18-06-2000 | 4     | Чемпіонат світу     | Ніцца      | 07:14:17 |                 |
| 14-10-2000 | 7     | Ironman Hawaii      | Гаваї      | 09:53:38 |                 |
| 05-08-2001 | 3     | Чемпіонат світу     | Фредерісія | 09:46:02 | [ 2 ]           |